# Inkosi Langalibalele
Inkosi Langalibalele es un municipio local sudafricano situado en el distrito de Uthukela, en la provincia de KwaZulu-Natal.

## Superficie
Inkosi Langalibalele tiene una superficie de 3399 km².

## Demografía
En 2022, tenía 230 924 habitantes, una densidad poblacional de 67,95 hab./km², y 48 416 viviendas.